# Нифергельт, Эрнст
Эрнст Нифергельт (нем. Ernst Nievergelt; род. 23 марта 1910 года в Цюрихе, Швейцария — ум. 1 июля 1999 года в Каппель-на-Альбисе, Швейцария) — швейцарский шоссейный велогонщик, выступавший с 1935 по 1939 год. 

## Достижения
1936
2-й  Олимпийские игры – командная гонка
3-й  Олимпийские игры – групповая гонка
1937
2-й Рунд ум Берлин
3-й Тур Северо-Западной Швейцарии
1938
1-й — Этап 9 Тур Германии
1939
3-й Гран-при Ле-Локля